# Siderisches Jahr
Ein Sternenjahr oder siderisches Jahr (zu lateinisch sidus, Genitiv sideris ‚Stern‘) ist die Zeitspanne, die vergeht, bis die Sonne von der Erde aus gesehen die gleiche Stellung am Himmel in Bezug auf einen fiktiven unendlich weit entfernten Fixstern ohne Eigenbewegung einnimmt. Umgekehrt erscheint dann auch von der Sonne aus gesehen die Erde wieder am selben Punkt des Fixsternhimmels.

## Erklärung
Das siderische Jahr gibt somit die Zeit für einen Orbit der Erde um die Sonne in Bezug auf eine feste Richtung im Raum wieder, wie sie sich aus der Himmelsposition der Sonne bestimmen lässt. Das ist also ein vollständiger Umlauf von 360° um die Sonne in einem festen Fundamentalsystem.

## Dauer / Länge
Da die Erde die Sonne nicht auf einer kreisförmigen, sondern auf einer leicht elliptischen Bahn umläuft, ist ihre Bahngeschwindigkeit nicht konstant. Da sich zudem die Lage der Ellipse in der Bahnebene aufgrund der Periheldrehung langsam ändert, sind die Phasen schnellerer und langsamerer Bahndrehung der Erde aus Sicht eines raumfesten Koordinatensystems nicht immer an der gleichen Stelle. Dazu kommt, dass die Sonne samt Sonnensystem um das galaktische Zentrum rotiert und die Milchstraße ihrerseits sich gegen andere Galaxien bewegt, weshalb sich die Lage der Sonne im Fundamentalsystem langsam ändert. Die Länge des siderischen Jahres ist daher nicht konstant.
Als Referenz für die Dauer des siderischen Jahres wird der 1. Januar 2000 verwendet (Epoche J2000.0). Das Sternenjahr hatte zu diesem Zeitpunkt eine Länge von 31.558.149,54 Sekunden, das entspricht 365,25636042 Tagen bzw. 365 Tagen, 6 Stunden, 9 Minuten und 9,54 Sekunden beziehungsweise 366 siderischen Tagen, 6 Stunden, 9 Minuten und 9,78 Sekunden.
Das siderische Jahr ist derzeit rund 20 Minuten und 24 Sekunden länger als das tropische Jahr, das die Basis für das  bürgerliche Jahr der Kalenderrechnung bildet. Der Unterschied zwischen siderischem und tropischem Jahr beruht auf dem Vorrücken der Frühlingstagundnachtgleiche, das durch die Präzession der Erdachse mit einer Periode von etwa 25.800 Jahren verursacht wird.
Ein siderisches Jahr dauert also etwa {\displaystyle \textstyle 1+{1 \over 25800}\approx 1{,}000039} tropische Jahre.

## Auswirkungen / Relevanz
Im Alltag und auf die Lebenserwartung eines Menschen bezogen ist der Unterschied zwischen siderischem und tropischem Jahr vernachlässigbar. Über viele Jahrhunderte hinweg macht er sich bemerkbar, indem sich die Ekliptiksternbilder verschieben.